# Imperial Gazetteer of England and Wales
La Imperial Gazetteer of England and Wales è un dizionario topografico pubblicato per la prima volta tra il 1870 e il 1872, edito dal Reverendo John Marius Wilson. Esso contiene una dettagliata descrizione dell'Inghilterra e del Galles. Nei suoi sei volumi ci sono delle brevi descrizioni di ciascuna contea, città, borgo, parrocchia civile e diocesi, con i relativi dati politici e geografici.
Il testo dell'Imperial Gazetteer è disponibile online in due modi, a pagamento come immagini scansionate a pagamento sul sito web Ancestry, e come testo accessibile gratuitamente e ricercabile su A Vision of Britain through Time.